# Čaunski zaljev
Čaunski zaljev (rus. Чаунская губа) je arktički zaljev u Istočnosibirskom moru, u Čaunskom rajonu, Čukotski autonomni okrug, sjeveroistočni Sibir. 

## Geografija
Zaljev je otvoren prema sjeveru i dug je 140 km. Njegova najveća širina je 110 km. Njegovo ušće je definirano rtom Šelagski, krajem gorja Šelag, na istoku i otokom Ajon i na zapadu. Sužava se tamo gdje se poluotok Pevek na istoku približava otoku Ajon. U zaljevu je grad Pevek i luka Pevek. Sa zapada ga zatvara i poluotok Kittik.
Zbog svog sjevernog položaja Čaunski zaljev prekriven je ledom većinu godine.
Ovaj zaljev je središte jedne od većih nizina na Čukotki. Nekoliko rijeka ulijeva se u jugoistočni kut: Čaun, Ičvuvejem, Paljavaam, Leljuvejem i Pučevejem. Na jugoistoku je zaštićeno prirodno područje. Jezero Elgigitgin je oko 160 km jugoistočno, a grad Bilibino oko 160 km jugozapadno.

## Povijest
Prvi Rus koji je stigao na to područje vjerojatno je bio Mihail Staduhin 1649. godine.

## Vanjske poveznice
|  | Zajednički poslužitelj ima još gradiva o temi Čaunski zaljev |